# توم دالي (لاعب كرة قاعدة)
توم دالي (بالإنجليزية: Tom Daly)‏ هو لاعب كرة قاعدة أمريكي، ولد في 12 ديسمبر 1891 في سانت جون في كندا، وتوفي في 7 نوفمبر 1946 في ميدفورد في الولايات المتحدة بسبب سرطان القولون.

## وصلات خارجية
- توم دالي على موقعبيزبول رفرنس.كوم (الدوري الرئيسي) (الإنجليزية)
- توم دالي على موقعبيزبول رفرنس.كوم (الدوري الثانوي) (الإنجليزية)